# 斯普林克里克鎮區 (密蘇里州費爾普斯縣)
斯普林克里克鎮區（英語：Spring Creek Township）是位於美國密蘇里州費爾普斯縣的一個行政鎮區。

## 地方資料
斯普林克里克鎮區的面積為413.51平方千米，當中陸地面積為413.13平方千米，而水域面積為0.38平方千米。根據2020年美國人口普查的數據，當地共有人口1903人，而人口密度為每平方千米4.6人。